# Nemzetközi Beruházási Bank
A Nemzetközi Beruházási Bank (NBB; oroszul: Международный Инвестиционный Банк, Mezsdunarodnij Invesztyicionnij Bank, МИБ; angolul: International Investment Bank, IIB) 1970-ben a KGST által létrehozott többoldalú fejlesztési bank, amelynek célja a tagállamok gazdasági fejlődésének és együttműködésének előmozdítása volt. A bank tevékenységeit a bank létrehozásáról szóló kormányközi megállapodás alapján látja el, amelyet az Egyesült Nemzetek Titkárságán nyilvántartásba vettek. A bank alaptőkéje nemzetközi összehasonlításban viszonylag szerény, mindössze 2 milliárd EUR.
A bank a rendszerváltás idejétől, a KGST megszűnése után hosszú ideig csak vegetált. A Magyar Népköztársaság alapító tagja volt a banknak, az első Orbán-kormány idején, 2000-ben azonban Magyarország kilépett a nem kellően hatékony és nem megfelelően átlátható működésre hivatkozva.
A Fidesz Oroszország-politikájának megváltozása után, 2015-ben Magyarország visszalépett a bankba és hamarosan a harmadik legnagyobb részvényese lett. Az NBB székhelyét 2019-től Moszkvából Budapestre helyezte át. 2020-ban az NBB megvásárolta a Lánchíd Palota műemlék épületét központja számára. A bank székhelyváltása nemzetközi tiltakozást váltott ki, különösen a bank alkalmazottainak és vendégeinek Magyarország részéről nyújtott diplomáciai mentesség miatt, ami szakértők szerint lehetővé tette orosz hírszerzők magyarországi tevékenységének bővítését, beutazásukat a schengeni övezetbe.
Az orosz–ukrán háború kitörése után Románia, Csehország, Bulgária, Szlovákia és Magyarország jelezte, hogy távozik a bankból. A kilépési folyamat lezárása után, 2023-tól csak Kuba, Mongólia, Oroszország és Vietnám marad a bank részvényese. Ezek után a bank visszaköltözött Oroszországba.
Az S&P Global Ratings nemzetközi hitelminősítő intézet 2022 szeptemberében „BBB plusz/A-2”-ről a befektetési szint legalsó kategóriájába, „BBB mínusz/A-3”-ra rontotta az NBB hosszú és rövid távú minősítését.

## Deklarált célok
A bank küldetése a társadalmi és gazdasági fejlődés támogatása és a tagállamok közötti gazdasági együttműködés előmozdítása, különös tekintettel a kis- és középvállalkozásokra. A bank kölcsöneit elsősorban nemzeti pénzügyi intézményeken, fejlesztési és export-import bankokon és ügynökségeken keresztül nyújtja, valamint társfinanszírozásban, illetve más nemzetközi és nemzeti pénzügyi intézményekkel együttműködésben tevékenykedik.

## Tagállamok
- Kuba
- Mongólia
- Oroszország
- Vietnám

Az NBB nyitott az olyan új tagok számára, akik osztják céljaikat és elképzeléseiket. Alapszabály dokumentumai lehetővé teszik akár szuverén államok, akár nemzetközi szervezetek felvételét NBB-tagként.

### Korábbi tagországok
- Bulgária (1970–2023)
- Csehország (1993–2022)
- Csehszlovákia (1970–1993)
- Magyarország (1970–2000, 2015–2023)
- NDK (1970–1990)
- Lengyelország (1970–2000)
- Románia (1970–2023)
- Szlovákia (1993–2022)
- Szovjetunió (1970–1991)

Oroszország Ukrajna elleni katonai inváziója miatt Bulgária, Csehország, Lengyelország, Románia és Szlovákia bejelentette kilépési szándékát a részvényesek közül. A Nemzetközi Beruházási Bank a BÉT honlapján közölte, hogy megkapta a Cseh Köztársaság jelzését, hogy 2023. január 27-én, és a Szlovák Köztársaság jelzését, hogy 2023. január 29-én kilép a bank részvényesei közül. 2023. április 13-án Magyarország is jelezte szándékát, hogy kilépne a bankból.

## Vezetőség
A bank napi operatív feladatai az NBB igazgatósága látja el. Az igazgatóság elnöke Nyikolaj Koszov, akit 2012 szeptemberében neveztek ki. Mivel a bank egy nemzetközi pénzügyi intézmény, stratégiai irányítását és felügyeletét az NBB Tanácsa végzi, ahol minden egyes tagállam, magas szintű tisztviselő által képviseltetett és egy szavazattal rendelkezik tekintet nélkül az országok részesedésére az NBB tőkéjében.

## Tőkésítettség
A Bank alaptőkéje 2 milliárd EUR, tőketartaléka 329,61 millió EUR.[forrás?]

### Részesedés az alaptőkéből
| Ország       | Tulajdoni hányad (%) | Tulajdon rész (millió EUR) |
| ------------ | -------------------- | -------------------------- |
| Bulgária     | 12,07                | 241,4                      |
| Vietnám      | 1,05                 | 21                         |
| Kuba         | 1,53                 | 30,6                       |
| Mongólia     | 0,97                 | 19,4                       |
| Oroszország  | 42,91                | 858,2                      |
| Románia      | 7.47                 | 149,4                      |
| Szlovákia    | 6,14                 | 122,8                      |
| Csehország   | 10,69                | 213,8                      |
| Magyarország | 17,16                | 343,2                      |

## Hitelminősítései
- Moody's : "Értékelés visszavonva"
- Fitch : "Értékelés visszavonva"[8]
- S&P Global Ratings: „BBB mínusz/A-3”

## Története
A bank alapító dokumentumát 1970. július 10-én írták alá, és a 11417 szám alatt regisztrálták az ENSZ Titkárságánál. A bank létrehozásakor az Európai Beruházási Bank és a Világbank szabályozását tartották mérvadónak. A bank 1971. január 1-jén kezdte meg tevékenységét. A bank alapításának idején a következő tagállamai voltak: Bolgár Népköztársaság, a Magyar Népköztársaság, a Német Demokratikus Köztársaság, a Mongol Demokratikus Köztársaság, a Lengyel Népköztársaság, a Román Szocialista Köztársaság, a Szovjetunió és a Csehszlovák Szocialista Köztársaság.
A bank legfontosabb célja abban az időben a hosszú távú és a középtávú kölcsönök nyújtása a közös beruházási projektek és fejlesztési programok megvalósításához, valamint az NBB tagállamok nemzetgazdaságának fejlődését elősegítő infrastruktúra építésének finanszírozása volt. A történelem „szovjet” időszakában a Bank 7 milliárd eurót meghaladó összegű projektet finanszírozott.
Megalapítása után a bank fő célja a orenburgi gázvezeték finanszírozása lett, a 2750 kilométeres gázvezeték a KGST-országok legnagyobb közös projektje volt.
A szocialista blokk felbomlásával az NBB nagyrészt elvesztette célját, és közel két évtizeden keresztül vegetált. 1991-ben a Német Demokratikus Köztársaság (NDK) megszüntette a tagságát, mivel a NDK többé nem létezett önálló entitásként. 2000-ben Lengyelország és Magyarország is kezdeményezte a tagságának megszüntetését.
2012-ben új vezetés érkezett a bankhoz, amely megbízást kapott az NBB részvényeseitől a bank komplex reformjának megkezdésére. 2014-ben, a története során először, a bank kötvényeket bocsátott ki Oroszországban, Szlovákiában és Romániában.
2015 májusában Magyarország ismét csatlakozott a bankhoz, maga a bank pedig megnyitotta első külföldi kirendeltségét Pozsonyban.
2019-ben a bank székhelyét Moszkvából Budapestre helyezte át, ezzel ez lett az első nemzetközi fejlesztési intézmény, melynek központja egy közép-kelet európai országban van.
2019-ben először Magyarországon, majd Csehországban bocsátott ki kötvényeket a bank 78,5 millió, illetve 29,3 millió euró értékben. A 2012-es újraszervezés óta a bank hitelállományában jelentős növekedés volt megfigyelhető. 2019 első félévét már nyereséggel is zárta.
2023 tavaszától Csehország több más állammal együtt kilép a szervezetből. A kilépés közvetlen okának az orosz–ukrán háború tekinthető, továbbá a kilépéssel összefüggésben a cseh külügyminiszter KGST utódszervezetének minősítette a bankot.
2023. április 12-én Budapesten jelentette be David Pressman, az Egyesült Államok budapesti nagykövete, hogy az USA szankció alá vonja a bankot és három vezetőjét, hogy "hogy csökkentse Oroszország és az oroszországi személyek hozzáférését a nemzetközi rendszerekhez". A szankció kiterjed az IIB magyar alelnökére, Laszlóczki Imre korábbi azerbajdzsáni magyar nagykövetre.

## Magyar nézőpont
A bank 1970-es alapítása után az első hitelt Magyarország kapta, hogy abból állja a szovjet dízelmotorvonatok szállításának költségeit.
A bank alapítása után a magyarok könnyűipari fejlesztéseket támogatták volna, ez azonban akkor háttérbe szorult, és a bank fő tevékenysége a 2750 kilométeres orenburgi gázvezeték finanszírozása lett. Ezen beruházás a KGST országok legnagyobb közös projektje volt, ám többnyire ráfizetéses lett a tagországoknak, tehát maga a beruházás is hozzájárult a magyar eladósodáshoz – állította Botos Katalin, az Antall-kormány egykori pénzügyi államtitkára és tárca nélküli minisztere.
A rendszerváltás után, a KGST megszűnésével a bank szerepe lecsökkent, és Magyarország az első Orbán-kormány alatt kilépett a bankból. A bank 2012-es újraszervezése után a második Orbán-kormány ismét időszerűnek látta, hogy visszatérjen a tulajdonosi körbe.
A bank Moszkvából 2019-ben áthelyezte székhelyét Budapestre; ennek azután lett igazán nagy visszhangja, miután a magyar parlament megszavazta a bank és az általa meghívott személyek számára a diplomáciai mentességet mindenféle jogi, közigazgatási vagy bírósági eljárás alól. Ekkor többekben felmerült a félelem azzal kapcsolatban, hogy a bank az orosz hírszerzés bázisa lesz. Ezt az aggodalmat erősítette, hogy 2012-től a bank vezetője Nyikolaj Nyikolajevics Koszov lett, akinek apja az 1970-es évek elejétől 12 évig a KGB magyarországi főnökeként vezérőrnagyi rendfokozatban a magyar Belügyminisztériumban tevékenykedett „tanácsadóként”, anyja, Jelena Koszova pedig a 20. század egyik leghíresebbé vált hírszerzőjeként részt vett az amerikai atomtitok ellopásában a második világháború után.
A bank 2019 márciusában Magyarországon 24,7 milliárd forint (akkori árfolyamon 78,5 millió euró) értékben bocsátott ki kötvényeket, amelyeket bevezetett a Budapesti Értéktőzsdére.
Magyarországra költözése lehetővé tette a bank számára, hogy jelentősen megnövelje a befektetői bázisát, így az NBB hamarosan több mint 170 szervezetet és intézményt tudhatott a befektetői között, bankokat, nyugdíjalapokat, biztosítótársaságokat 12 joghatóság alól, egyebek mellett Ausztria, Bulgária, Horvátország, Csehország, Németország, Hollandia, Magyarország, Moldova, Románia, Oroszország és az Egyesült Királyság területéről.
2020. január 15-én Magyarország 10 millió euróval 17,2%-ra növelte korábbi részesedését a bankban, amivel immár a második legnagyobb részvényesnek számított Oroszország után.
2020-ban az NBB megvásárolta a Lánchíd Palota műemlék épületét, mely azután a központja lett.
A bank esetében Magyarország fontosságát hangsúlyozta az a tény is, hogy a magyarországi hitelkihelyezések meghaladták az ország részesedését a bankban. Ezen beruházások többnyire a távközléshez, gyógyszergyártáshoz, élelmiszergyártáshoz, energetikához és iparhoz kapcsolódtak.
2020 szeptemberében a bank nemzetközi forint kötvényeket bocsátott ki a dublini tőzsdén.
2022 januárjában a bank magyar alelnöke, Laszlóczki Imre elmondta, hogy a bank magyarországi portfóliója 217 százalékkal, 57-ről 180 millió euróra (kb. 70 milliárd forint) emelkedett a székhelye Budapestre helyezése óta. A mezőgazdaságban, turizmusban és egészségügyben egyaránt finanszíroznak befektetéseket.
Az orosz–ukrán háború kitörése és öt kelet- és közép-európai ország kilépésének bejelentése után Szijjártó Péter magyar külügyminiszter jelezte, a tulajdoni viszonyok átrendeződésével akár növekedhet is a magyar részesedés a bankban.

## Fordítás
Ez a szócikk részben vagy egészben  az   International Investment Bank című angol Wikipédia-szócikk ezen változatának fordításán alapul.  Az eredeti cikk szerkesztőit annak laptörténete sorolja fel. Ez a jelzés csupán a megfogalmazás eredetét és a szerzői jogokat jelzi, nem szolgál a cikkben szereplő információk forrásmegjelöléseként.